# Правило Зайцева
Пра́вило За́йцева — в органической химии эмпирическое правило, используемое для предсказания преобладающего продукта в реакциях отщепления воды или галогеноводородов от спиртов и галогенидов соответственно. Правило формулируется следующим образом: при дегидратации вторичных и третичных спиртов и при дегидрогалогенировании вторичных и третичных галогенидов водород отщепляется преимущественно от наименее гидрогенизированного атома углерода.
Правило предложено русским химиком А. М. Зайцевым в 1875 году.
В целом, правило Зайцева предсказывает образование более устойчивого, более замещённого алкена, однако из этого правила существует ряд исключений.

## История
Александр Михайлович Зайцев опубликовал свои наблюдения, касающиеся продуктов реакций элиминирования, в журнале Justus Liebigs Annalen der Chemie в 1875 году. Несмотря на то, что публикация содержала некоторые экспериментальные данные, полученные его студентами Грабовским и Вагнером, она представляла собой обзор литературы и опиралась на ранее опубликованные данные. В рамках данной работы Зайцев предложил эмпирическое правило, предсказывающее региоселективность реакций отщепления. Несмотря на то, что это работа широко цитировалась в XX веке, правило под именем Зайцева попало в учебники лишь в 1960-е годы.
Важную роль в появлении правила Зайцева, вероятно, сыграл другой ученик А. М. Бутлерова — В. В. Марковников, опубликовавший в 1870 году своё эмпирическое правило, предсказывающее региоселективность реакций присоединения галогеноводородов и воды к алкенам. В своей работе Марковников предположил, что реакции отщепления должны подчиняться противоположному правилу. То есть, если присоединение иодоводорода к бутену-1 даёт 2-иодбутан, то отщепление иодоводорода от 2-иодбутана должно приводить к бутену-1. Согласно же правилу Зайцева, в данном случае должен образовываться бутен-2. Возможно, дух соперничества побудил Зайцева заняться исследованиями в этом направлении.
Интересно, что правило Зайцева было впервые предложено А. Н. Поповым в 1871 году в письме А. М. Бутлерову, а в 1872 году Попов опубликовал работу, касающуюся окисления кетонов хромовой кислотой. В этой работе Попов предположил, что окисление 3-метилбутанола-2 протекает через стадию отщепления воды с образованием тризамещённого алкена. В 1873 году Попов изложил свои взгляды на протекание реакций дегидратации на конференции в Казани. Тем не менее, Зайцев не упомянул Попова в своей статье 1875 года.

## Выполнение правила
В реакциях отщепления правило Зайцева обычно не выполняется абсолютно и образуется смесь продуктов в том или ином соотношении. На сегодняшний день изучено большое число факторов, которые влияют на региоселективность подобных реакций.
Выполнению правила Зайцева способствует наличие хорошей уходящей группы Х. Так, доля продукта, соответствующего правилу Зайцева, уменьшается в ряду Х:
I– > Br– > Cl– > TsO– > R2S > F– > R3N,
то есть иодиды вступают в реакции отщепления с образованием алкенов по Зайцеву, а фториды — с образованием алкенов по Гофману. 
При использовании алкоголятов в качестве оснований доля продукта по Зайцеву уменьшается с увеличением размера основания (например, в ряду метилат натрия — этилат натрия — трет-бутилат калия).
Правило Зайцева лучше выполняется в протонных растворителях, например, этаноле.

### Оригинальная работа
- Saytseff A. Zur Kenntnis der Reihenfolge der Anlagerung und Ausscheidung der Jodwasserstoff Elemente in organischen Verbindungen (нем.) // Justus Liebigs Annalen der Chemie und Pharmazie. — 1875. — Т. 179. — P. 296-301.

### История
- Lewis D. E. Aleksandr Mikhailovich Zaitsev (1841—1910). Markovnikov's Conservative Contemporary (англ.) // Bull. Hist. Chem. — 1995. — Vol. 17. — P. 21—30.
- Lewis D. E. Feuding Rule Makers: Aleksandr Mikhailovich Zaitsev (1841—1910) and Vladimir Vasil'evich Markovnikov (1838—1904). A Commentary on the Origins of Zaitsev's Rule (англ.) // Bull. Hist. Chem. — 2010. — Vol. 35, no. 2. — P. 115—124. — PMID 21449203.

### Синтетическая химия
- Li J. J., Corey E. J. Name Reactions for Functional Group Transformations. — John Wiley & Sons, 2007. — P. 414—421. — ISBN 9780470176511.